# Alta Val Stava
Alta Val Stava este o arie protejată (arie specială de conservare — SAC, sit de importanță comunitară — SCI) din Italia întinsă pe o suprafață de 1.775 ha, integral pe uscat.

## Localizare
Centrul sitului Alta Val Stava este situat la coordonatele 46°18′58″N 11°32′36″E / 46.316111°N 11.543333°E.

## Înființare
Situl Alta Val Stava a fost declarat sit de importanță comunitară în iunie 1995 pentru a proteja 10 specii de animale. Situl a fost protejat și ca arie specială de conservare în martie 2014.

## Biodiversitate
Situată în ecoregiunea alpină, aria protejată conține 15 habitate naturale: Păduri alpine de Larix decidua și/sau Pinus cembra, Pajiști boreale și alpine pe substrat silicios, Liziere de ierburi înalte hidrofile de câmpie și de nivel montan până la alpin, Formațiuni ierboase bogate în specii de Nardus, dezvoltate pe substraturi silicioase în zone montane (și în zone submontane, în Europa continentală), Tufărișuri cu Pinus mugo și Rhododendron hirsutum (Mugo-Rhododendretum hirsuti), Pante stâncoase calcaroase cu vegetație casmofită, Grohotișuri termofile și vest-mediteraneene, Mlaștini alcaline, Râuri de munte și vegetația erbacee de pe malurile acestora, Pante stâncoase silicioase cu vegetație casmofită, Grohotișuri calcaroase și de șisturi calcaroase de la nivelul montan până la nivelul alpin (Thlaspietea rotundifolii), Grohotișuri silicioase de la nivelul montan până la nivelul zăpezii (Androsacetalia alpinae și Galeopsietalia ladani), Pajiști alpine și boreale, Pajiști alpine și subalpine calcaroase, Păduri acidofile de Picea de la nivel montan la nivel alpin (Vaccinio-Piceetea).
La baza desemnării sitului se află mai multe specii protejate de  păsări (10): minunița (Aegolius funereus), fâsă de pădure (Anthus trivialis), acvilă de munte (Aquila chrysaetos), ciocănitoare neagră (Dryocopus martius), ciuvică (Glaucidium passerinum), Lyrurus tetrix tetrix, ciocănitoare de munte (Picoides tridactylus), ciocănitoare verzuie (Picus canus), mărăcinar (Saxicola rubetra), silvie-mică (Sylvia curruca)
Pe lângă speciile protejate, pe teritoriul sitului au mai fost identificate 35 de specii de plante, 2 specii de amfibieni, 15 specii de mamifere, 1 specie de pești, 4 specii de reptile.